# Rußmamo
Der Rußmamo (Drepanis funerea), auch als Schwarzer Mamo oder von den Hawaiiern als hoa sowie ʻōʻō nuku mū bezeichnet, ist ein ausgestorbener hawaiischer Kleidervogel.

## Beschreibung
Der Rußmamo erreichte eine Länge von 20 cm. Das Gefieder war allgemein stumpf schwarz. Die Handschwingen hatten graue Außensäume. Schnabel und Beine waren schwarz. Der lange Schnabel war sichelförmig gebogen. Die obere Schnabelhälfte überragte die untere Schnabelhälfte. Der Schnabel des Männchens war länger als der des Weibchens.

## Vorkommen und Lebensweise
Der Rußmamo war endemisch im Unterholz und in den mittleren Baumregionen der Regenwälder auf Molokaʻi. Er flog nie höher als drei Meter über dem Boden. Seine Nahrung bestand aus Nektar der hawaiischen Lobeliengewächse und Ohiʻa-Bäume. Er war ein neugieriger und zutraulicher Vogel. Über seine Brutbiologie ist kaum etwas bekannt, außer dass er seine Nester im Unterholz errichtete, wo der Boden weich und morastig war.

## Aussterben
Bereits bei seiner Entdeckung im Jahre 1893 durch Robert Cyril Layton Perkins wurde der Rußmamo als sehr selten beschrieben. Im Juni 1907 sammelte der Ornithologe William Alanson Bryan die letzten drei Exemplare. Mögliche Gründe für sein Aussterben waren die Zerstörung der Unterholzvegetation durch Hirsche und Vieh sowie der Fraß von Eiern und Nestlingen durch eingeschleppte Mungos und Ratten.